# Jacques Houdek
Željko Houdek (Zagreb, República Socialista de Croacia, RFS de Yugoslavia, 14 de abril de 1981), más conocido como Jacques Houdek,  es un cantante croata. Es uno de los cantantes más famosos y populares de todo el país.
El 17 de febrero de 2017, fue elegido mediante elección interna por la cadena pública de radiodifusión nacional, como representante de Croacia en el Festival de la Canción de Eurovisión, en la ciudad de Kiev (Ucrania).

## Biografía
Nacido en la ciudad de Zagreb el día 14 de abril de 1981.
Desde muy niño ha tenido una gran pasión por el mundo de la música y fue considerado por diversos especialistas en pedagogía musical como un niño prodigio.
Durante su época de estudiante de secundaria, aprendió piano y canto. En 2001 se trasladó hacia los Estados Unidos para estudiar en la prestigiosa universidad Berklee College of Music de Boston y seguidamente perfeccionó su canto en seminarios impartidos en Francia, Grecia e Italia.
Cuando regresó a Croacia, empezó a dar actuaciones en el famoso Klub Sax! de Zagreb, en el que es recordado por dar conciertos de culto.
En el 2002 lanzó el que fue su primer single "Carolija", con el cual se presentó como candidato en la selección nacional eurovisiva, Dora, donde terminó en el décimo segundo lugar, logrando la victoria Vesna Pisarović con "Everything I Want".
Ese mismo año se fijó en él, el producto musical Zdravko Sljivak, que le ofreció colaboración y dijo públicamente que un cantante como Jacques Houdek sale cada 300 años.
Rápidamente firmó un contrato discográfico con el sello Croatia Records con los que sigue ha día de hoy y con los que ha grabado 13 discos de larga duración. Su primer álbum debut es titulado "Čarolija" y fue lanzado el 29 de marzo de 2004 y su último disco por el momento es "Tko je, srce, u te dirn'o?" que fue lanzado el 12 de julio de 2016.
Durante estos años atrás se volvió a presentar a la selección nacional eurovisiva, Dora.
En 2003 fue con el tema "Na krilima ljubavi", terminado en quinta posición; en 2005 con "Nepobjediva", terminó cuarto y en 2006 con "Umrijeti s osmjehom", terminó en décimo quinto lugar.
Luego en 2011 se presentó con 3 canciones: "Jos ima nas", "Stotidama godina" y "Lahor", de las cuales fue esta última la seleccionada para participar. Finalmente el televoto hizo que ganara la selección Daria Kinzer, con la canción traducida al inglés "Celebrate".
Allí en Croacia es un cantante muy famoso y popular, ha sido apodado como Mr. Voice y ha recibido una gran multitud de premios y galardones por su afamada carrera musical.
En el 2015 fue uno de los coach junto a Indira Levak, Ivan Dečak y Tony Cetinski, de la primera edición de la versión croata del concurso televisivo "The Voice".
Cabe destacar que dentro de su equipo estaba Nina Kraljić, que fue representante del país en Eurovisión 2016.
Recientemente el día 17 de febrero, fue elegido en selección interna por la cadena nacional de radiodifusión Hrvatska radiotelevizija (HRT), para que sea el nuevo representante de Croacia en el Festival de la Canción de Eurovisión 2017 que se celebrará en la ciudad de Kiev, Ucrania.
La canción con la que representará a Croacia en el Festival de Eurovisión, es titulada "My Friend".
Fue lanzada el 2 de marzo y ha sido escrita por el mismo y por Tony Roberth Malm, Siniša Reljić, Arjana Kunštek, Fabrizio Laucella e Ines Prajo.

## Controversia
En 2005, Houdek dijo en una entrevista en la revista Tena que "la población gay y lesbiana no podía ser igual que el resto de la ciudadanía porque significaría volver a Sodoma y Gomorra", y ha llamado al matrimonio igualitario "enfermizo", por lo cual fue llamado "Homófobo del Año" en el 2006 en una selección organizada por el principal portal LGTB de Croacia, Gay.hr. En un reporte del 2005, la Asociación Internacional de Gays y Lesbianas se refirió a él como "una figura pública que realizó declaraciones homófobas".
En 2011, Houdek fue nominado al título de "Homófobo de la Década" por la organización LGBT Zagreb Pride, la cual le llamó "el mayor homófobo del espectáculo croata sin duda". Como respuesta, Houdek declaró públicamente un manifiesto vía Facebook titulado "Love and Music are My Driving Forces" ("el amor y la música son mi motor"), donde expresó su desconteto por haber sido incluido en la lista, alegando que es gay-friendly y que no tiene nada en contra del amor en ninguna de sus formas.